# Videokrigen
Videokrigen var en markedsføringskonkurrence i slutningen af 1970'erne og i 1980'erne, hvor de to japanske elektronikfirmaer Sony og JVC kæmpede om markedet for videobåndafspillere til private. De to firmaer benyttede hvert deres format for videomaskinerne: Sonys Betamax og JVC's Video Home System (VHS). Sonys Betamax anses generelt for i begyndelsen af videokrigen at have en bedre teknik end VHS-formatet, men JVC's VHS endte med at vinde krigen, da JVC's VHS var i bedre tråd med forbrugernes ønsker. Også tyske Grundig og hollandske Philips var involverede med deres Video 2000 men trak sig i 1988. VHS sejrede mod slutningen af 1980'erne og dominerede siden hjemmevideomarkedet frem til 1996, hvor dvd udkom. De børn som er vokset op i starten af 1990'erne med en videobåndafspiller i hjemmet kender som oftest ikke noget til videokrigen eller forskellige systemer[kilde mangler]; for dem er VHS synonymt med en videobåndafspiller, eller i daglig tale blot ordet video.

## Forklaring
Der findes flere forklaringer på, hvorfor VHS vandt krigen mellem de to formater. En simpel forklaring er, at VHS vandt på grund af et større udvalg af pornofilm, hvilket imidlertid af mange anses som en myte. Mere nuancerede forklaringer lægger vægt på en flerhed af faktorer, herunder, at VHS var et billigere system, og at forbrugerne ikke ønskede at betale den yderligere pris, som Sony forlangte for Betamax-maskinerne, ligesom VHS-bånd i begyndelsen kunne gemme længere optagelser end Betamax, hvilket gjorde det mere bekvemt at lagre længere spillefilm, sportsbegivenheder m.v. Dertil kom at flere producenter producerede VHS-maskiner på licens for JVC, hvilket gjorde VHS-systemet mere kompatibelt i modsætning til Betamax, der var låst til Sony.

## Fodnoter
1. 1 2  Betamax vs VHS: The Story of the First Format War, medium.com, 11. september 2020, hentet 5. maj 2021
2. 1 2  June 4, 1977: VHS Comes to America (på engelsk)
3. ↑  "videointerchange.com". Arkiveret fra originalen 1. februar 2014. Hentet 23. juli 2016.
4. ↑  Besen, Stanley M.; Farrell, Joseph (1994). "Choosing How to Compete: Strategies and Tactics in Standardization". Journal of Economic Perspectives. 8 (2): 117-131. doi:10.1257/jep.8.2.117.
5. ↑  Liebowitz, S.J. (1995). "Path Dependence, Lock-In, and History". Journal of Law, Economics, & Organization. 11: 205-226. Arkiveret fra originalen 2017-04-21. Hentet 2007-11-20.
6. ↑  Cowan, Robin (1991). "Tortoises and Hares: Choice Among Technologies of Unknown Merit". The Economic Journal. 101 (407): 801-814. doi:10.2307/2233856. JSTOR 2233856.